# Tactostoma
Tactostoma is een monotypisch geslacht van straalvinnige vissen uit de familie van Stomiidae.

## Soort
- Tactostoma macropus Bolin, 1939